# Cirrus

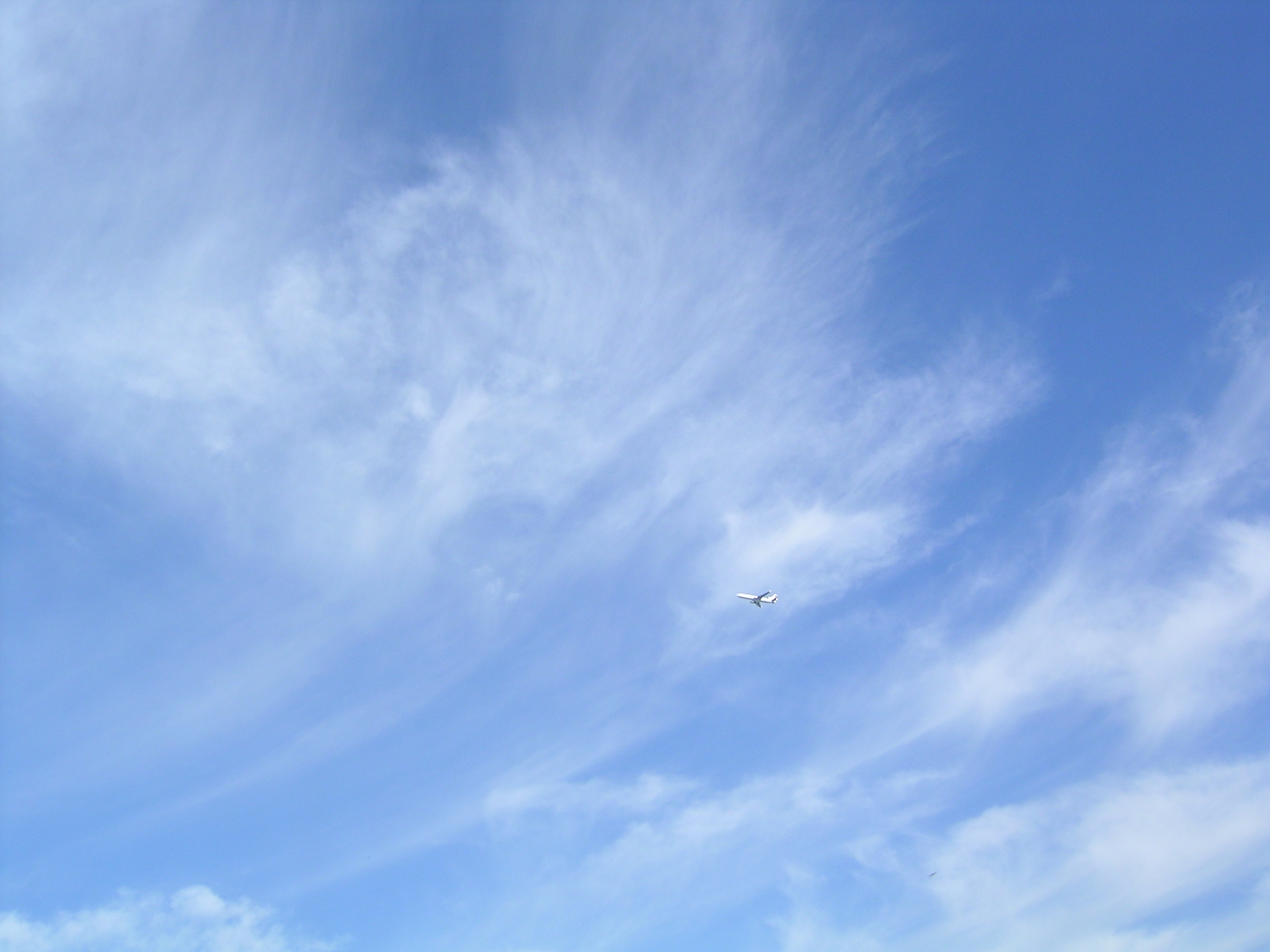
Repülőgép cirrus felhők előtt

A cirrus vagy más néven pehelyfelhő (nemzetközi jele: Ci), fehéres, ezüstös színű, magas szintű felhő.
Rostos-fonalas szerkezet jellemzi. 5000 méter feletti magasságban képződik, jégkristályokból áll. A hőmérséklete -30 °C körüli. A jégkristályok igen aprók, és viszonylag ritkán helyezkednek el, ez az oka annak, hogy a legtöbb cirruszfelhő meglehetősen átlátszó. Önárnyékuk nincs. A felhőn olykor szivárványszínű elszíneződés (irizáció) vagy a Nap körül udvar figyelhető meg. A cirrus-ok különböznek az altocumulus-tól, mert szerkezetük rostos vagy selymes, és nem tartalmaznak lemezes, hengerszerű elemeket. 
A cirrus felhők göndörösek, tollszerűek, gyakran az első felhők, melyek megjelennek a tiszta, kék égen. Alakjuk és mozgásuk jelezheti a nagymagasságú szél erősségét, és irányát. Ilyen felhőkből nem származik csapadék a felszínen. Ez a felhő típus, a hidegfront előfutára szokott lenni, ha egyre növekvő mennyiségben jelenik meg, ekkor egy-két nap múlva rendszerint a front is megérkezik.
Napközben a látóhatárhoz nem túl közel eső cirrusok a legfényesebbek az összes felhőfajta között. Amikor a Nap már közel van a horizonthoz, az alacsony szintű felhők sárga vagy narancsszínű elszíneződést mutatnak, míg a cirrusok továbbra is fehérek maradnak. Mikor a Nap a horizont alá süllyed, a zenit közelében levő cirrusok először sárgás, majd vöröses, végül szürke színt öltenek. A színsorozat fordított sorrendben jelenik meg hajnalban. A horizont közelében levő cirrus-ok gyakran sárgás vagy narancsszínben izzanak, mert a belőlük jövő fény igen vastag levegőrétegen halad át, míg az észlelőhöz jut.

## Változatai

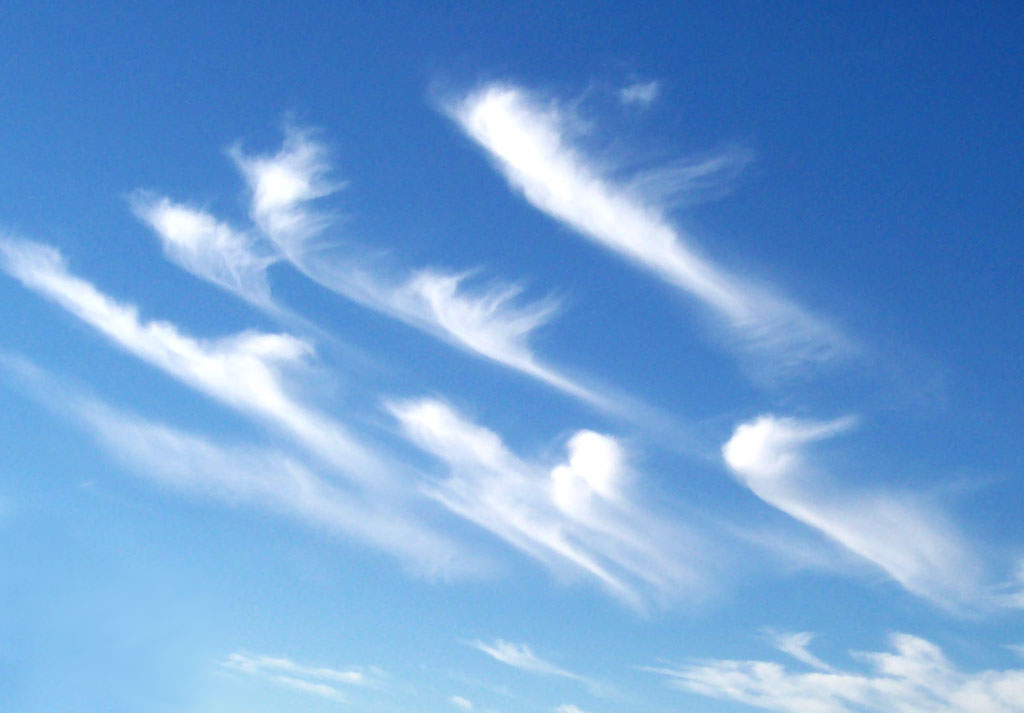
Cirrus uncinus felhő

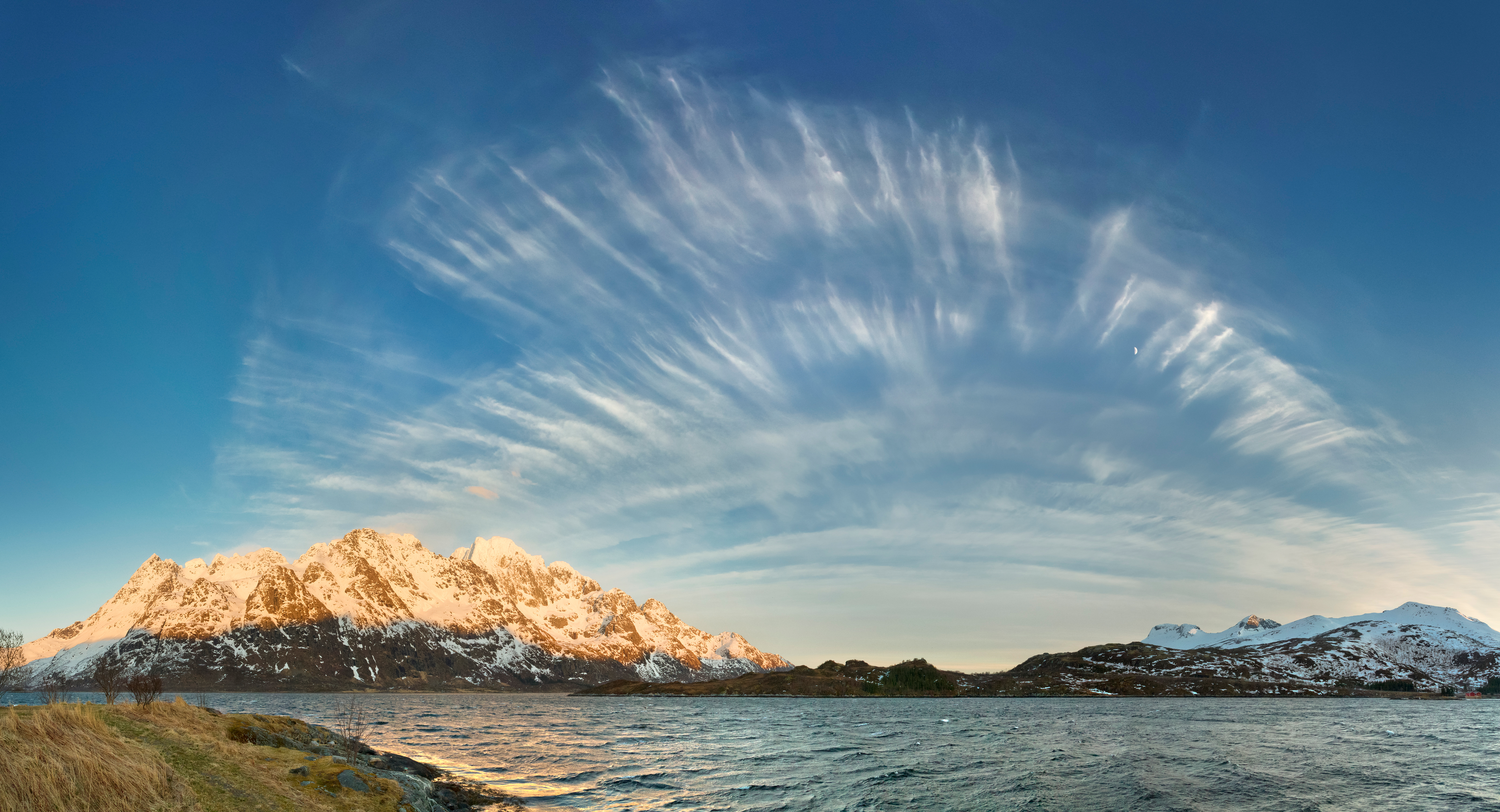
Cirrus fibratus felhők a norvégiai Lofoten fjordjai felett

- Cirrus castellanus – apró, kerekded tornyocskákból, a közös alapból felemelkedő gomolyszerű tömegekből áll. Az oromcsipkézetre emlékeztető tornyocskák arra utalnak, hogy nagy magasságban hidegebb levegő kezd beáramlani, és emiatt ott az egyensúlyi állapot labilissá vált.
- Cirrus uncinus – kampóra emlékeztető formákkal rendelkező cirrus
- Cirrus Kelvin-Helmholtz – vízhullámokra hasonlító felhő
- Cirrus fibratus fintortus – szabálytalan görbületű, fehér szálakból álló, magas szintű felhő. A nagyon szabálytalanul görbülő cirrus szálak gubancba csavarodnak, de kampók nincsenek rajtuk.
- Cirrus fibratus vertebratus – bordázatra, halcsontvázra emlékeztető, rostos cirrus